# Acianthera malachantha
Acianthera malachantha é uma espécie de orquídea epífita, família Orchidaceae, do Rio de Janeiro, Brasil.
Desde 2012 esta planta  encontra-se classificada na secção Arthrosia de Acianthera. Esta secção caracteriza-se por plantas de flores delicadas, quase translucidas com uma articulação na à base do labelo que se encaixa na coluna. Similar à Acianthera gracilis.

## Publicação e sinônimos
- Acianthera malachantha (Rchb.f.) Pridgeon & M.W.Chase, Lindleyana 16: 244 (2001).

Sinônimos homotípicos:
- Pleurothallis malachantha Rchb.f., Bonplandia (Hannover) 3: 223 (1855).
- Humboltia malachantha (Rchb.f.) Kuntze, Revis. Gen. Pl. 2: 667 (1891).
- Specklinia malachantha (Rchb.f.) Luer, Monogr. Syst. Bot. Missouri Bot. Gard. 95: 262 (2004).
- Arthrosia malachantha (Rchb.f.) Luer, Monogr. Syst. Bot. Missouri Bot. Gard. 105: 249 (2006).